# Kettering (Northamptonshire)
Kettering ist eine Stadt in der Unitary Authority North Northamptonshire in England. Kettering liegt am Fluss Ise, einem Nebenfluss des Nene, sowie an der Bahnlinie Midland Main Line südlich von Leicester. Die Fahrzeit nach London zum Bahnhof St Pancras beträgt etwa 1 Stunde. Im Jahr 2011 hatte Kettering 56.226 Einwohner.

## Geschichte
Siedlungsspuren lassen sich bis in römische Zeit zurückverfolgen, als in Barton Seagrave und Boughton Öfen für die Keramikproduktion betrieben wurden. Die Endung -ing deutet darauf hin, dass der heutige Ort von den angelsächsischen Einwanderern der Völkerwanderungszeit begründet wurde. Erstmals erwähnt wird Kettering 956 in einer Urkunde König Eadwigs, in der auch die Gemarkungsgrenzen verzeichnet sind, die zum Teil bis heute Gültigkeit haben. Als Besitzer des Ortes wird Aelfsige der Goldschmied genannt, der Kettering wenig später offenbar an die Abtei Peterborough veräußert, als deren Besitz Kettering 972 dokumentiert ist. Auch das Domesday Book zählt den Ort zum Kloster Peterborough. Im Jahre 1227 gewährte König Heinrich III. dem Ort die Marktprivilegien. Im 17. Jh. ist die Stadt als Zentrum der Wolltextilfabrikation bekannt. Im Zuge der Industrialisierung im 19. Jh. kam die Herstellung von Schuhen und Stiefeln hinzu. Die Entwicklung wurde durch die Anbindung an die Eisenbahn (Midland Main Line, Kettering Ironstone Railway) gefördert.
Kettering war auch eines der Zentren der Nonkonformisten. Zu ihren bekannteren Vertretern in der Stadt gehörte William Carey, der 1793 nach Indien ging, um dort zu missionieren; eine Straße und ein Kirchengebäude in Kettering sind nach ihm benannt. Auch sein Mitarbeiter Andrew Fuller, Begründer der baptistischen Missionsgesellschaft, wird durch entsprechende Namensgebungen gewürdigt. Mitte des 19. Jahrhunderts setzte William Knibb Careys Missionswerk fort. Eine Kapelle für die Nonkonformisten besteht seit 1723. Im Jahr 1887 wurde Kettering als Kleinstadt mit 11.095 Einwohnern, einem Post- und Telegrafenamt, 3 Banken, 2 Zeitungen und einem am Freitag stattfindenden Wochenmarkt beschrieben. Bis 2021 lag Kettering im gleichnamigen Borough, das dann in North Northamptonshire aufging.

## Wirtschaft

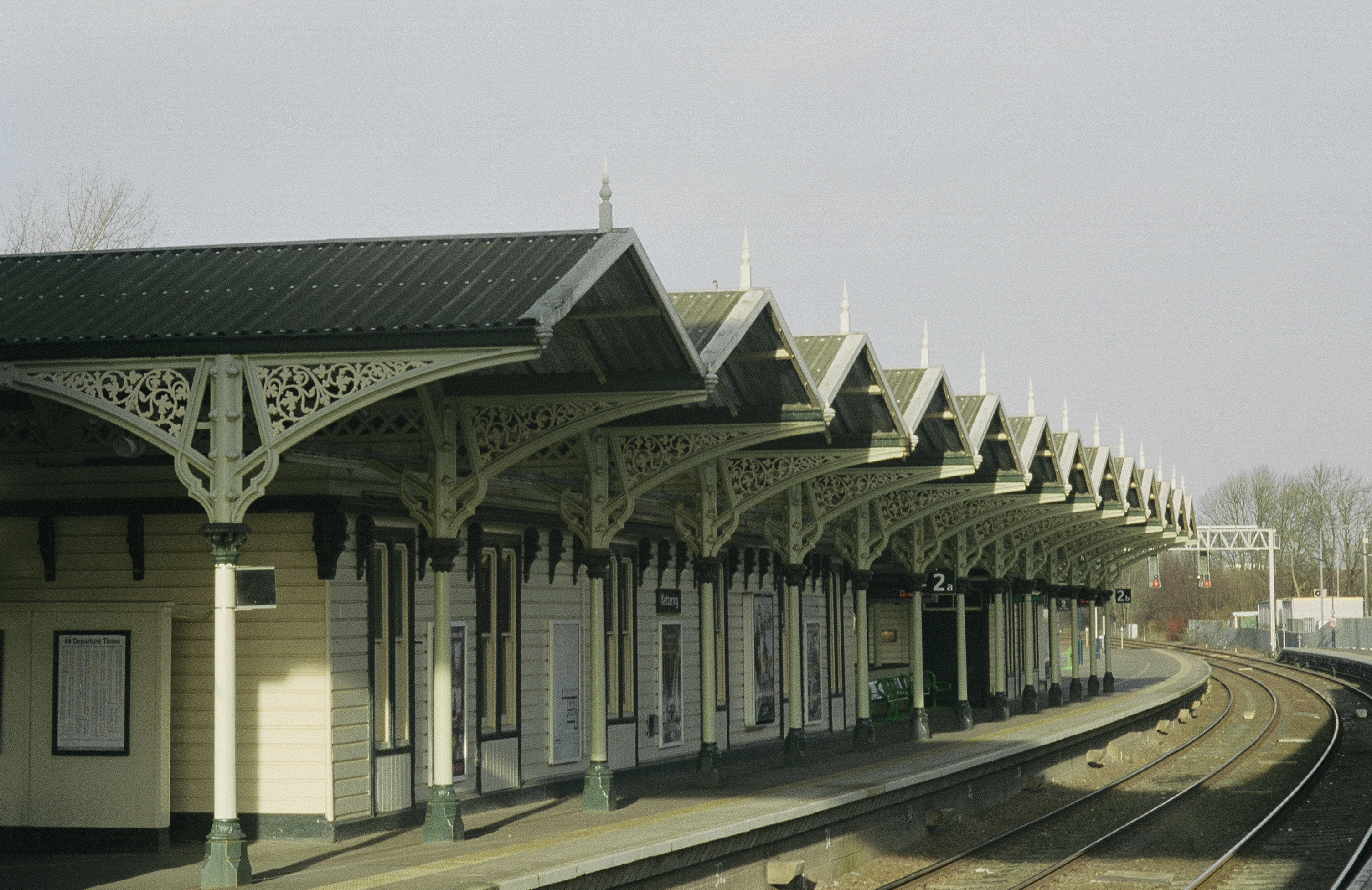
Historisches Bahnhofsgebäude in Kettering

Kettering ist über die Eisenbahn sowie über die Autobahn A14 an das englische Verkehrsnetz angebunden. Die Arbeitslosenquote in der Stadt gehört zu den niedrigsten in Großbritannien. Zu den größten Arbeitgebern gehören Weetabix Limited, das SATRA Technology Centre, Pegasus Software und RCI Europe. Überregional bekannt ist Kettering auch durch den Wicksteed-Vergnügungspark, der 1921 eröffnet wurde und damit die älteste Anlage dieser Art in Großbritannien ist. Das Krankenhaus der Stadt (Kettering General Hospital) versorgt den gesamten Norden Northamptonshires. Kettering verfügt außerdem mit dem Tresham Institute for Further and Higher Education über ein Bildungszentrum mit rund 800 Angehörigen und 5 Standorten; ein weiterer ist im Bau.
Im Norden der Stadt, an der A43 und der A6003, liegt der Kettering Business Park, ein Gewerbezentrum, wo sich neben Bürogebäuden auch ein Hotel befindet.

## Kultur
Zu den Sehenswürdigkeiten in der Altstadt gehören das Manor House Museum und die Alfred East Gallery. Bekannt ist auch der Landsitz Boughton House, das heute dem Herzog von Buccleuch gehört, sowie das Rushton Triangular Lodge, das 1597 errichtet wurde.

## Sport
Kettering ist die Heimat des Fußballvereins Kettering Town, der in der National League North spielt.

## Politik
Im Unterhaus ist Kettering durch den konservativen Abgeordneten Philip Hollobone vertreten. In Bezug auf die Kommunalverwaltung ist das Northampton County Council und das Kettering Borough Council für die Gemeinde zuständig. In letzterem verfügen die Konservativen über 20 Sitze, Labour über 13 und unabhängige Kandidaten über 2; Council-Vorsitzender ist Terry Freer.

## Persönlichkeiten
- Henry Nettleship, Philologe (1839–1893)
- Alfred East, Maler (1849–1913)
- Thomas Cooper Gotch, präraffaelitischer Maler (1854–1931)
- Bill Perkins, Fußballspieler (1876–1949)
- Arthur Wallis Myers, Tennisspieler und Sportjournalist (1878–1939)
- Francis John Worsley Roughton, Biochemiker (1899–1972)
- Eric Ennion, Ornithologe, Arzt und Vogelillustrator (1900–1981)
- Dennis Savory, Bogenschütze (* 1943)
- Catherine Hall, Historikerin (* 1946)
- Peter Mangold, Historiker und Journalist (1947–2017)
- Peter Crane, Botaniker und Paläontologe (* 1954)
- Richard Coles, Musiker, Mitglied der Communards (* 1962)
- Barney Greenway, Metal-Sänger (* 1969)
- Sean Dyche, Fußballspieler und -trainer (* 1971)
- Karen Alexander, Schriftstellerin (* 1972)
- Sienna Guillory, Schauspielerin und Model (* 1975)
- Olivia Mace, Schauspielerin und Synchronsprecherin (* 1984)
- Anne Panter, Hockeyspielerin (* 1984)
- Robert Ames, Dirigent (* 1985)
- James Acaster, Komiker (* 1985)
- Ricky Evans, Profidartspieler (* 1990)
- Thomas William Dent, Fußballtrainer (* 1991)
- Kyren Wilson, Snookerprofi (* 1991)

## Partnerstädte
- Kettering (Ohio)
- Lahnstein